# John O'Boyle
John W. O'Boyle (nacido el 7 de marzo de 1928) es un exjugador de baloncesto estadounidense que disputó una temporada en la NBA. Con 1,88 metros de estatura, jugaba en la posición de base.

## Universidad
Tras pasar por el Modesto Junior College, jugó con los Rams de la Universidad Estatal de Colorado, convirtiéndose en el primer jugador de dicha institución en llegar a jugar en la NBA.

## Profesional
Fichó en 1952 por los Milwaukee Hawks, con los que disputó únicamente cinco partidos, en los que promedió 4,2 puntos, 2,0 rebotes y 1,0 asistencias.

## Estadísticas de su carrera en la NBA

### Temporada regular
| Temporada | Edad | Equipo          | Liga | Pos. | P | TIT | MIN  | TC  | TCA | %TC  | 3P | 3PA | %3P | TL  | TLA | %TL  | R.OF. | R.DEF. | REB | ASIS | ROB | TAP | PER | FP  | PTS |
| 1952-53   | 24   | Milwaukee Hawks | NBA  | SG   | 5 |     | 19.4 | 1.6 | 5.2 | .308 |    |     |     | 1.0 | 1.4 | .714 |       |        | 2.0 | 1.0  |     |     |     | 4.0 | 4.2 |
| Total     |      |                 | NBA  |      | 5 |     | 19.4 | 1.6 | 5.2 | .308 |    |     |     | 1.0 | 1.4 | .714 |       |        | 2.0 | 1.0  |     |     |     | 4.0 | 4.2 |